# Avinguda del Professor López Piñero
L'avinguda del Professor López Piñero és una avinguda de la ciutat de València ubicada al barri de la Ciutat de les Arts i les Ciències (districte de Quatre Carreres) al sud-est de la ciutat. S'inicia a la fi del carrer de l'Alcalde Reig, just a la rotonda de l'encreuament amb l'avinguda de la Plata, i finalitza a l'inici de l'autovia del Saler, a la rotonda de l'encreuament amb la Ronda Sud de València i el pont de l'Assut de l'Or. Marca el límit entre l'horta de la Punta i la zona inundable del vell llit del riu Túria, actualment convertit en Jardí del Túria.
Va ser inaugurada a 1973 com a via ràpida de comunicació entre la ciutat de València i la pedania d'El Saler i la seua devesa al Parc Natural de l'Albufera. Ha estat coneguda durant dècades com a autopista del Saler, ja que formava part de l'autovia, però amb el creixement urbanístic de la ciutat fins a la Ronda Sud es va convertir en una via totalment urbana i coneguda com a "avinguda de l'Autopista del Saler". Finalment l'any 2012 va ser dedicada al professor murcià José María López Piñero, catedràtic d'història de la medicina i investigador de la figura de Santiago Ramón y Cajal.
El complex de la Ciutat de les Arts i les Ciències i el Jardí del Túria són dos dels principals elements de l'avinguda. El Palau de les Arts Reina Sofia, L'Hemisfèric, el Museu de les Ciències Príncep Felip i L'Umbracle són les principals construccions del complex a l'avinguda. L'edifici de la Ciutat de la Justícia acull els jutjats de València i l'Audiencia Provincial. El centre comercial El Saler amb sales de cinema completa l'oferta d'oci de l'avinguda. A les proximitats del seu inici hi ha el Museu Faller, que fa un recorregut per la història de la festa de les Falles, i la seu de la Junta Central Fallera, i a les proximitats de la fi de l'avinguda trobem la resta d'edificis de la Ciutat de les Arts i les Ciències com l'Àgora, l'Oceanogràfic i el pont de l'Assut de l'Or.